# Blasser Zwergspanner
Der Blasse Zwergspanner (Idaea pallidata), auch Blaßgelber Vogelknöterich-Kleinspanner, Felsflur-Kleinspanner oder Vogelknöterich-Kleinspanner genannt, ist ein Schmetterling (Nachtfalter) aus der Familie der Spanner (Geometridae).

## Merkmale
Die männlichen Falter erreichen eine Flügelspannweite von 18 bis 22 Millimeter, die weiblichen Falter eine Flügelspannweite von 13 bis 19 Millimeter (bzw. ♂ 18 bis 20 Millimeter und ♀ 16 bis 19 Millimeter.) Auch in der Grundfarbe ist ein leichter Sexualdimorphismus zu erkennen; die Grundfarbe der Flügeloberseiten ist bei den Männchen sandfarben (bzw. hell gelblichgrau), bei den Weibchen weiß, jeweils mit einer schwachen schwarzen oder grauen Überstäubung, hauptsächlich zum Kostalrand hin. Die oft sehr verwaschenen Querlinien sind hellbraun oder gelblich braun und nur wenig gewellt. Bei den Männchen sind sie etwas breiter bzw. bei den Weibchen etwas schmaler. Auf dem Vorderflügel sind maximal fünf Querlinien ausgebildet (innere Querlinie, Mittelschatten, äußere Querlinie, zwei Wellenlinien im Saumfeld), auf dem Hinterflügel nur vier Querlinien. Diskalflecke und Fransenflecke fehlen.
Das grünliche Ei ist länglich oval geformt. Die Oberfläche erscheint etwas eingedrückt und weist ein hexagonales Muster auf.
Die Eiraupe misst 1,5 Millimeter in der Länge. Die erwachsene Raupe wird bis 15 Millimeter lang, ist sehr schlank und graubraun gefärbt. Sie ist abgeflacht mit einem kräftigen Seitenkiel und stark eingeschnürten Segmenten. Sie verjüngt sich etwa vom 10. Segment zum vorderen Ende hin. Erst die letzten drei Segmenten sind wieder deutlich schmaler. Die Rückenlinie ist schwarz eingefasst und tritt auf den letzten drei Segmenten deutlicher hervor. Die Seitenkante ist heller gefärbt, die Bauchseite dunkel. Die Raupe besitzt eine bemerkenswerte Rückenzeichnung: Sie besteht aus fünf zum Kopf hin offenen Winkeln und ist im hinteren Körperdrittel gabelartig.
Die hellockerbraune Puppe ist 5,5 Millimeter lang und misst 2,3 Millimeter im Durchmesser. Die Rippen der Flügelscheiden heben sich schwarz ab. Auch die Rückenlinie und die Segmenteinschnitte sind schwarz gefärbt. Der mittelgroße Kremaster ist auf der Rücken- und Bauchseite skulptiert und etwa so lang wie breit. Er ist mit vier Paar hakenartig gekrümmten Borsten besetzt („sechs feine Häkchen“), die jeweils kürzer als der Kremaster sind.

### Ähnliche Arten
Vor allem das Weibchen kann sehr leicht mit Idaea sylvestraria Hübner und Idaea subsericeata (Haworth) verwechselt werden. Diese Arten besitzen jedoch deutliche Diskalflecke.

## Geographische Verbreitung und Lebensraum
Das geographische Vorkommen erstreckt sich von Mittelfrankreich, über Mittel- und Osteuropa und Sibirien bis in den Russischen Fernen Osten. In Nordeuropa erreicht die Verbreitung etwa das mittlere Skandinavien, in Finnland sogar den 66ten Breitengrad. Die Art kommt in Korsika vor, sehr lokal in Italien bis nach Sizilien und auf der Balkanhalbinsel bis Nordgriechenland. Isolierte Vorkommen befinden sich in der Nordosttürkei und im Kaukasusgebiet. Im Osten reicht das Verbreitungsgebiet der Art bis nach Kirgisistan und in die Mongolei.
Die Art bevorzugt warme und trockene Hänge, vor allem Magerrasen, kommt aber auch an Waldrändern, in Waldlichtungen und lichten Wäldern vor. In Süditalien wurde die Art auf blütenreichen, eher feuchten, sonnenexponierten Bergwiesen angetroffen. Die Art kommt nördlich der Alpen von 0 bis etwa 1000 Meter über NN vor. Südlich der Alpen ist die Art nur im Gebirge von etwa 1200 bis 1900 Meter zu finden.

## Lebensweise
Die Art bildet in der Regel nur eine Generation, deren Falter von Anfang Mai bis Ende Juni, ausnahmsweise auch bis in den Juli hinein fliegen. In Nordeuropa beginnt die Flugzeit der Falter meist erst Mitte oder Ende Mai. In Südeuropa soll eine partielle zweite Generation gebildet werden. Die Falter ruhen tagsüber in der Vegetation, können aber sehr leicht aufgescheucht werden und werden deshalb auch tagsüber beobachtet. Die Hauptflugzeit scheint aber in der Dämmerung zu liegen; vor allem die Männchen werden stark von künstlichen Lichtquellen angezogen. Das Verhältnis Männchen zu Weibchen ist in den Sammlungen 70 bis 75 zu 25 bis 30. Die Weibchen lassen die Eier während des Fluges einfach in die Vegetation fallen. Die Raupen sind polyphag und leben wohl von welkem oder trockenem Pflanzenmaterial von einer Vielzahl krautiger Pflanzen. Raupen wurden unter Gemeiner Schafgarbe (Achillea millefolium), Heidelbeere (Vaccinium myrtillus), Echter Arznei-Baldrian (Valeriana officinalis) und Echtes Mädesüß (Filipendula ulmaria) gefunden. Die Zucht gelang mit Gemeiner Schafgarbe (Achillea millefolium),  Gartensalat (Lactuca sativa), Kleinem Habichtskraut (Hieracium pilosella) und Gewöhnlichem Löwenzahn (Taraxacum officinale). Die Raupen überwintern und verpuppen sich im Spätfrühjahr des folgenden Jahres.

## Systematik und Taxonomie
Das Taxon wurde 1775 von Michael Denis und Johann Ignaz Schiffermüller als Geometra pallidata erstmals wissenschaftlich beschrieben. Der Holotyp bzw. das Typmaterial stammte aus der Umgebung von Wien und ist verloren. In älteren Werken erscheint die Art häufig in der Kombination Acidalia pallidata und das Taxon wird fälschlicherweise Moritz Balthasar Borkhausen zugeschrieben. Eine weitere häufig in älterer Literatur verwendete Kombination ist Sterrha pallidata; auch in diesem Fall wird die Art noch z. T. Borkhausen zugeschrieben. Sterrha Hübner, 1825 ist ein jüngeres Homonym von Idaea Treitschke, 1825.
Derzeit werden zwei Unterarten anerkannt:
- Idaea pallidata pallidata. die Nominatunterart
- Idaea pallidata similiformis Vasilenko, 1990, Sibirien